# Nándor (Hunyad megye)
Nándor románul: Nandru, település Romániában, Erdélyben, Hunyad megyében.

## Fekvése
Vajdahunyadtól északnyugatra, a Pestes-patak bal partja mellett fekvő település.

## Nevének eredete
Nándor a bolgárok régi magyar elnevezése volt, a falu korai bolgár telepítés lehetett.

## Története
Nándor a bolgárok régi magyar elnevezése volt, a falu valószínű korai bolgár telepítés lehetett. Nagy-Pestes tartozéka volt.
Nevét 1330-ban említette először oklevél v. Nandor néven.
A Hermán-nemzetség tagjainak birtoka volt, a nemzetség birtokainak megosztásakor Dénes fia Lászlónak (Lack-nak) jutott.
1330-ban Gecse fia János ispán, a Szentgyörgyiek és Szentgyörgyi Makraiak őse kapta osztályrészül.
1499 előtt Pestesi azaz Felpestesi Mátyás birtoka volt, melyet Soklyósi Péter görgényi várnagy nyert királyi adományul.
1507-ben a birtokrészeket Jófői Bási György vásárolta meg Czentúri Lászlótól.
Nevét 1733-ban Nandru, 1750 Nandra, 1805-ben Nándor, 1808-ban Nándor h., Weisskirchen g. [?], Nándorá val., 
1913-ban Nándor-nak írták.
A trianoni békeszerződés előtt Hunyad vármegye Vajdahunyadi járásához tartozott.
1910-ben 271 lakosából 5 magyar, 166 román volt. Ebbő l266 görögkeleti ortodox, 5 izraelita volt.

## Források

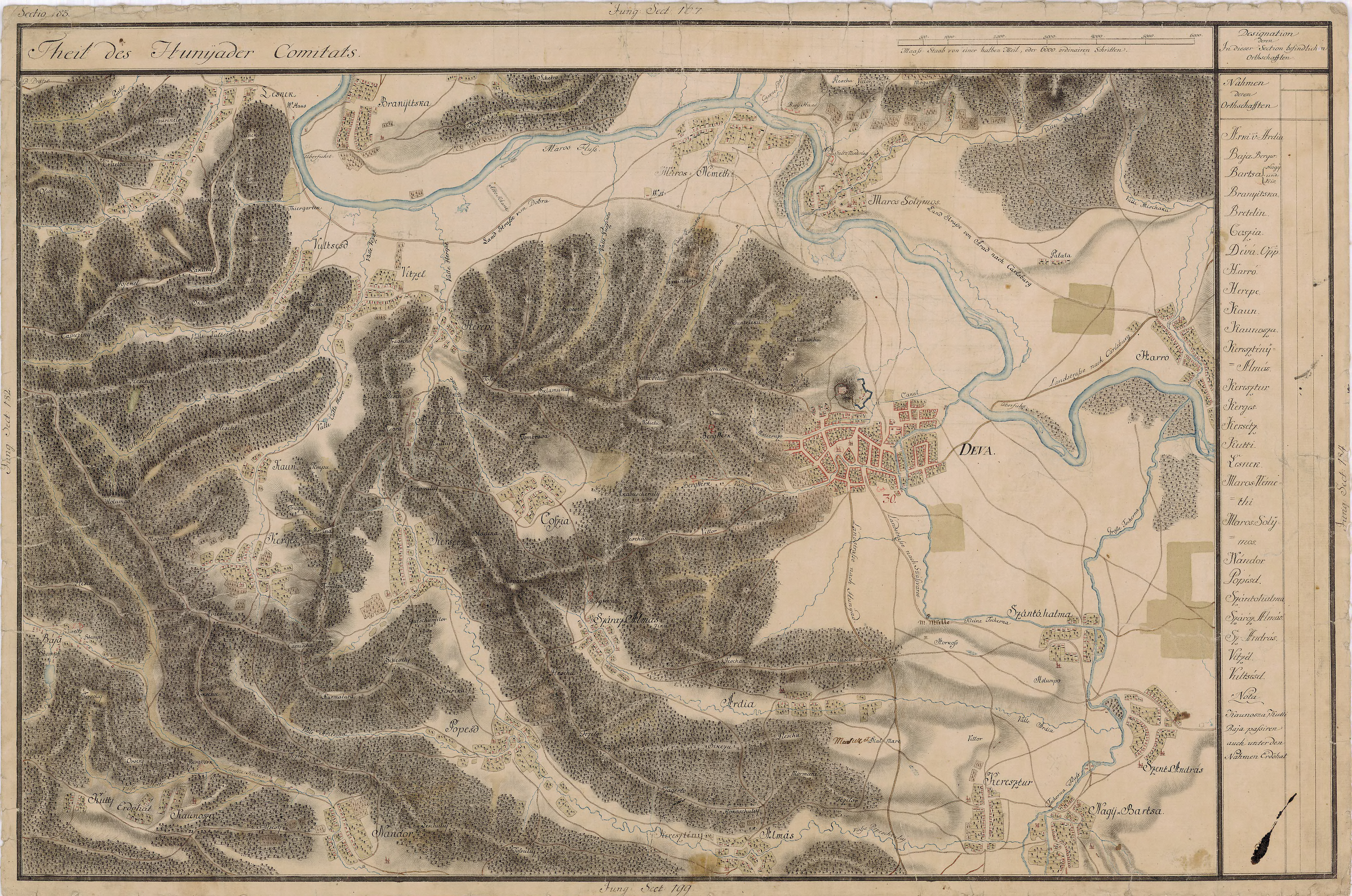
Nándor egy régi térképen